# Reseguide

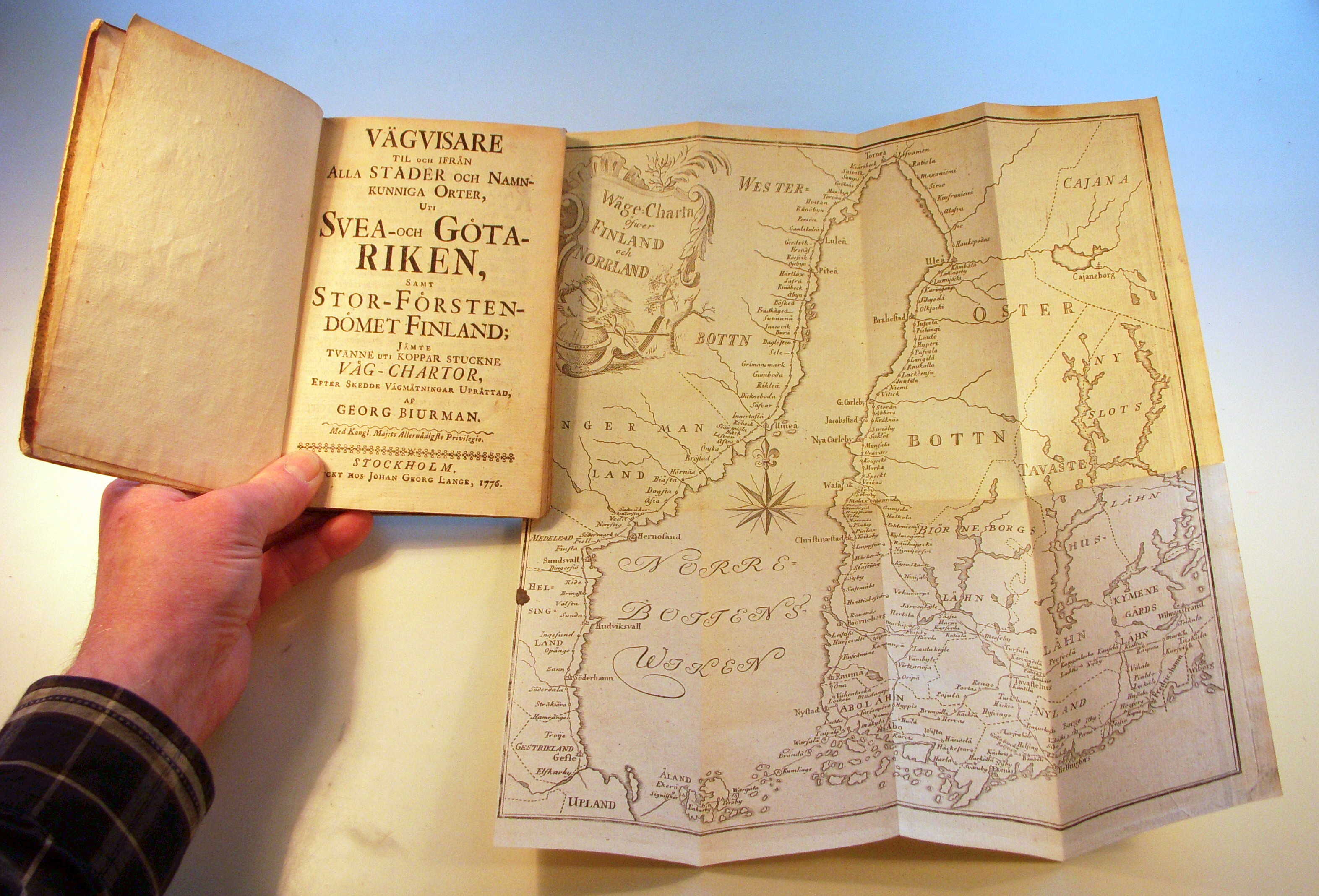
Georg Biurmans Vägvisare uti Svea- och Göta Riken samt Stor-Förstendömet Finland från 1742.

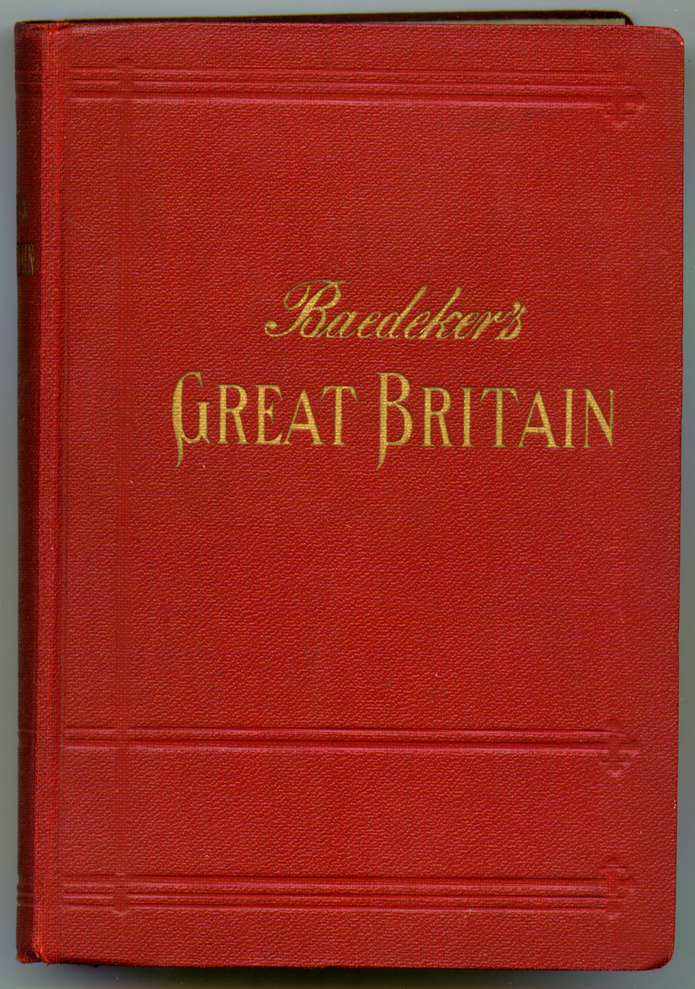
Baedeckers reseguide till Storbritannien, 1937.

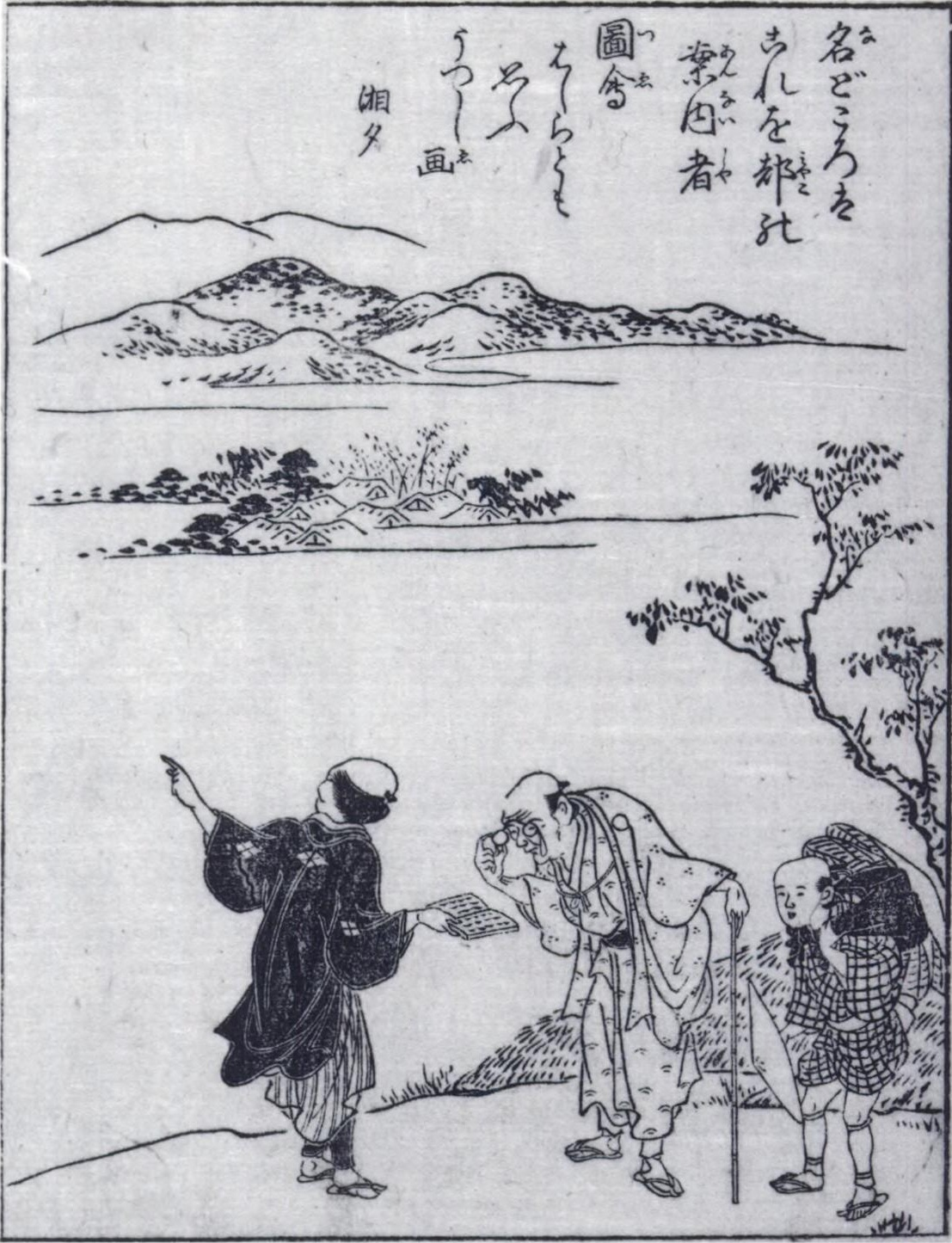
Japansk turist som orienterar sig i sin reseguide, ur Akizato Ritōs Miyako meisho zue, 1787.

En reseguide, eller resehandbok, är en bok som ger information om en plats och som är avsedd att ge tips och praktiska råd till besökare och turister. Den innehåller information om sevärdheter, logi, matställen, kommunikationer och saker att göra, till skillnad från en reseskildring, vilken är mindre betonad på praktiska upplysningar. En reseguide har ofta kartor i varierad detaljrikedom samt information om kulturella och historiska förhållanden. 

## Historik
Litteratur om resor blev vanlig under Songdynastin (960–1279) i Kina. Genren kallades "reseberättelser" och skrevs ofta som en berättelse, i form av en essä eller i dagboksform. Reseskildrare som Fan Chengda (1126–1193) och Xu Xiake (1587–1641) införlivade en mängd geografiska och topografiska uppgifter i sina skrifter. 
I Västerlandet utvecklades reseguiden från de personligt hållna skrifterna, som berättade om aristokraters erfarenheter från Europa under deras bildningsresor söderut, Grand tour. Eftersom en uppskattande inställning till konst, arkitektur och efterlämningar från äldre tid blev en alltmer väsentlig ingrediens i adelns uppfostran, kom dessa ämnesområden att dominera reseguiderna, särskilt de som behandlade den italienska halvön. Richard Lassels (1603-1668) skrev en serie manuskript till reselitteratur som till slut publicerades postumt i Paris och London 1670 under titeln The Voyage of Italy. Grand Tour-reseguider utgavs under hela 1700-talet, till exempel Patrick Brydones A Tour Through Sicily and Malta.
Mariana Starke (omkring 1761–1838) skrev reseguider, som markerade en övergång från Grand Tour-reselitteraturen till mer informativa och "opersonliga" guideböcker. Hennes reseguide 1824 för resor i Frankrike och Italien fungerade som en användbar bok att ha med sig för brittiska resenärer till kontinenten under tidigt 1800-tal. Hon tog hänsyn till att ett ökande antal av de brittiska utlandsresenärerna efter 1815 tenderade vara familjer och personer med en begränsad resebudget. Hon införlivade därför i sina böcker rikligt med uppgifter om bagage, hur man skaffar pass, vilka olika slags måltider och logi som förekom i olika städer. Hon utvecklade ett system med utropstecken för att rangordna objekt, en föregångare till nuvarande stjärnsystem. Hennes guider, som utgavs av John Murray, blev förebilder för senare reseguider. 
I USA var de först utgivna reseguiderna Gideon Minor Davisons The Fashionable Tour, publicerad 1822, Theodore Dwights The Northern Traveller och Henry Gilpins The Northern Tour, båda från 1825.

### Moderna reseguider
Moderna reseguider började utges på 1830-talet med den då expanderande marknaden för långdistansturism. John Murray började trycka Murray's Handbooks for Travellers i London 1836. Serien täckte turistmål i Europa, Asien och Nordafrika och han införde också stjärnranking i guiderna.
I Tyskland köpte Karl Baedeker förlaget Franz Friedrich Röhling i Koblenz, som 1828 hade publicerat en resehandbok av Johannes August Klein, som hette Rheinreise von Mainz bis Cöln; ein Handbuch für Schnellreisende ("En resa på Rhen från Mainz till Köln – en handbok för rörliga resenärer"). Han publicerade denna bok med få ändringar under tio år, vilken gav honom inkomster för att lansera en ny ansats för reseguider. Efter Kleins död beslöt han att publicera en ny upplaga 1839, i vilken han införde många nya idéer om vad han ansåg skulle ingå i en reseguide. Baedekers ambition var att inkludera allt vad en resenär hade behov av att veta, så att han slapp att leta information utanför reseguiden, om vägrutter, kommunikationer, logi, dricks, sevärdheter, promenader eller priser. Baedeker använde formatet och stilen i John Murrays reseguider, men inkluderade information av tidigare inte skådad omfattning.
År 1846 införde Baedeker ett stjärnsystem för bedömning av sevärdheter, utsikter och logi, i Mariana Starkes och John Murrays efterföljd. Han började benämna sina reseguider "handböcker" efter John Murrays exempel. Baedeker och Murray utgav opersonliga, objektivt inriktade reseguider, till skillnad från tidigare verk, som kombinerade fakta med personliga och ibland känslomässiga reflektioner. Dessa reseguider, liksom reseguider på franska från Hachette, kom att markera en ny genre, skild från den mer personligt betonade genren reseskildringar, vilken inte var underkastad kraven på att tjäna som praktiska reseguider. Baedekers and Murrays reseguider var vanliga hjälpmedel för resenärer in på 1900-talet, och fick många efterföljare, i Frankrike till exempel under början av bilismens tidevarv genom reseguider från däcktillverkaren Michelin. Under första världskriget köpte två tidigare engelskspråkiga förlagsredaktörer på Baedeker Murrays reseguideförlag och började utge Blue Guides.
Efter andra världskriget har, med ökad turism, antalet reseguideförlag väsentligt utökats. Två tidiga var Eugene Fodors och Arthur Frommers båda förlag i USA och senare Lonely Planet, Insight Guides och Rough Guides.

## Reseguider i Sverige

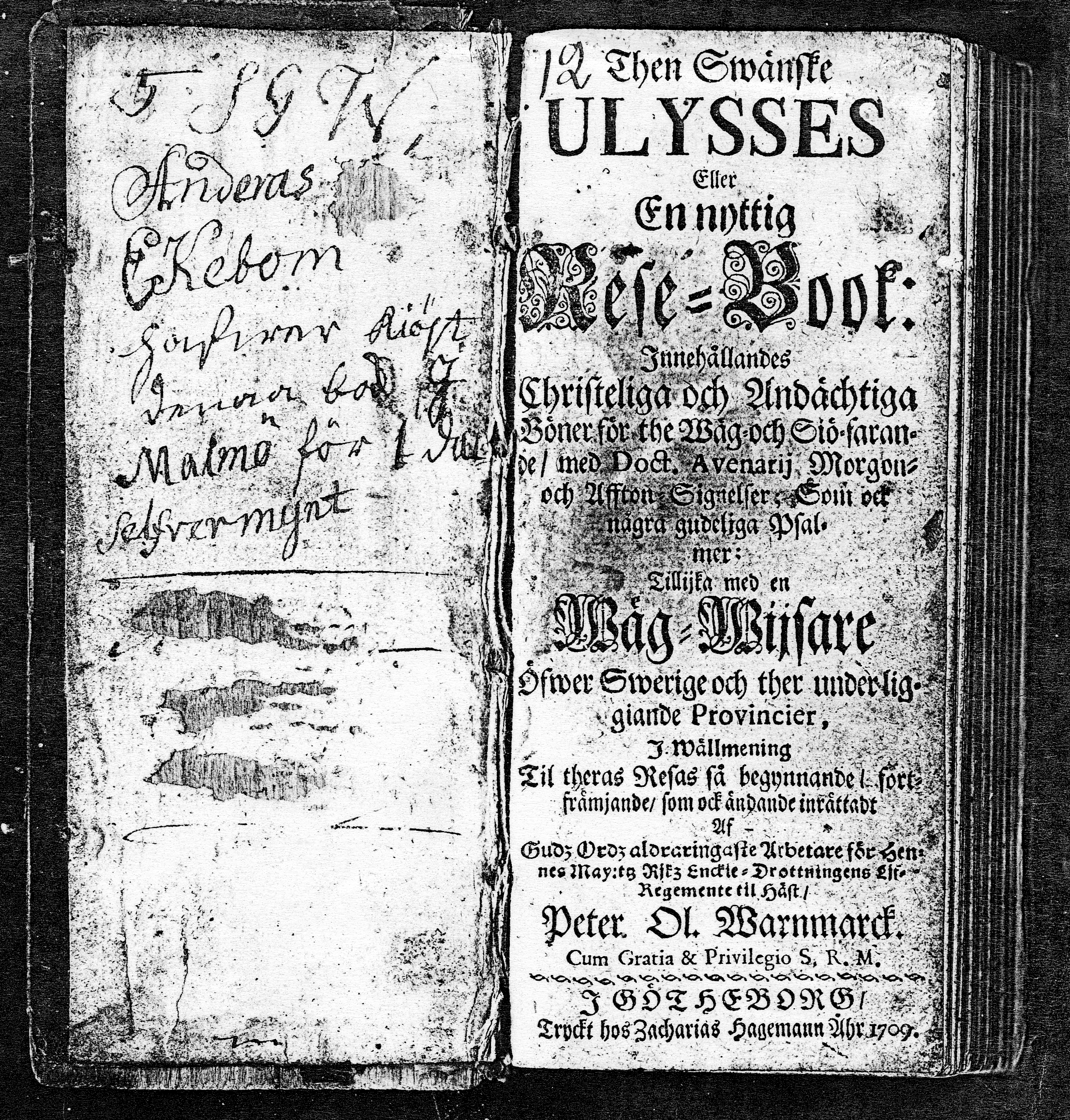
Warnmarcks svenska vägbeskrivningar (1709).

Den första resehandboken i Sverige var Then Swänske ULYSSES Eller En nyttig Rese-Book, vilken utgavs 1709 av magistern och regementspastorn Peter O. Warnmarck (1665–1709). Boken utgavs i ett senare för reseguider vanligt långsmalt format (18 x 8 centimeter). Boken innehåller en mängd praktiska böner för resenären, medan den andra av de tre sektionerna utgörs av själva vägvisaren med titeln "Wäg-Wisare Öfwer Sweriges Rijke Och thess Underliggiande Provincier med bijfogat Antiqviteter och märckwärdig Efftersyn uppå hwer Ordt". I tabellform anges alla befintliga skjutsställen samt det exakta avståndet mellan dem. I tabellen finns också kommentarer över praktiska ting samt korta beskrivningar av vissa sevärdheter.
Lantmätaren Georg Biurman gav 1742 ut Vägvisare uti Svea- och Göta Riken samt Stor-Förstendömet Finland. Den var en utförlig beskrivning av hur man reser i Sverige, med utgångspunkt i den kungliga förordning av den 12 december 1734, som reglerade gästgiveriväsendet i detalj för Sveriges rike.

## Nutida utgivare av reseguider i urval
- Baedeker
- Berlitz
- Blue Guides
- Guides bleus
- Guides Nagel
- Fodor's
- Frommer's
- Insight Guides
- Lonely Planet
- Guide Michelin (den röda Michelinguiden)
- Michelin Guide vert (den gröna Michelinguiden]
- Rough Guides
- Wikivoyage

## Bildgalleri

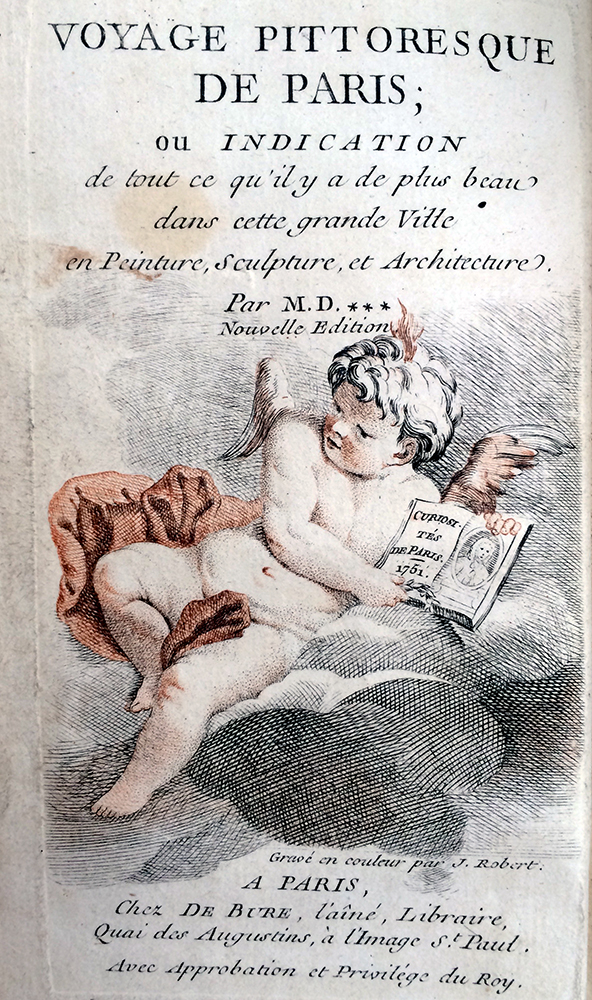
Voyage pittoresque de Paris, 1752
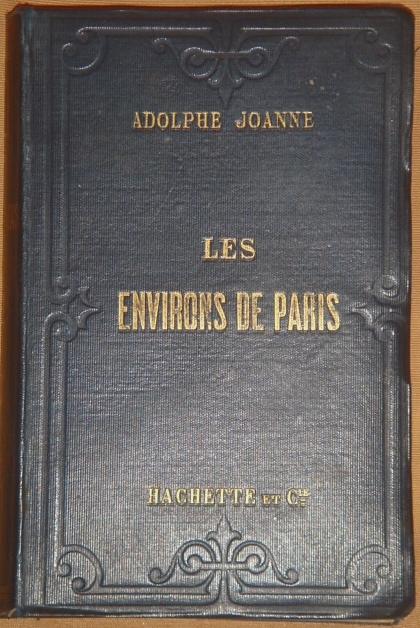
Adolphe Joannes (1813–1881) guidebok för Paris omgivningar på Hachette, 1856
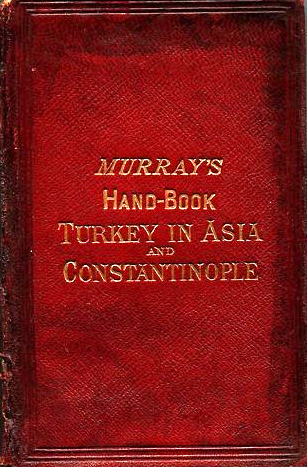
Omslag till Handbook for Travellers in Turkey, 1871
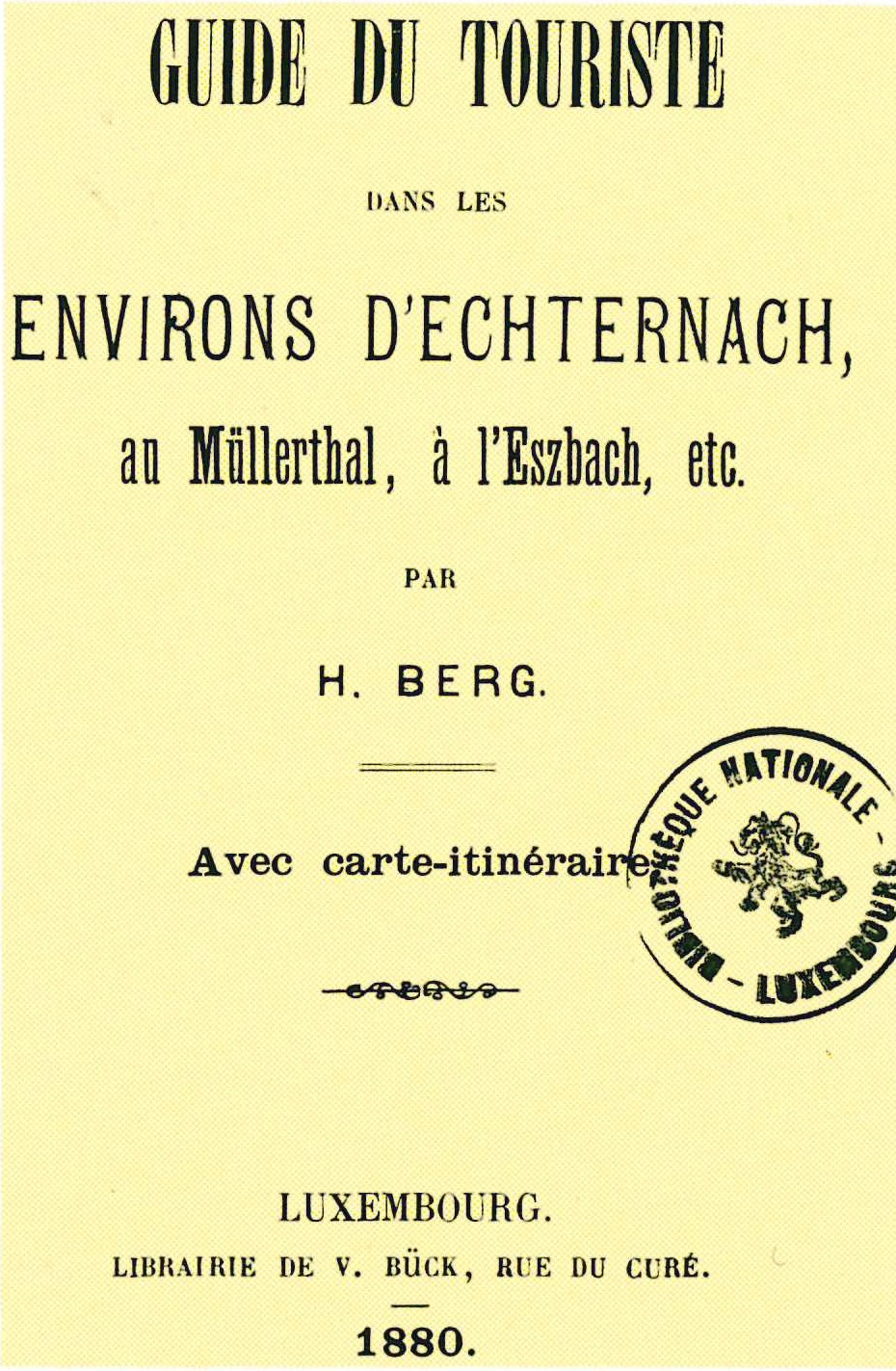
Hubert Bergs (1825–1903) guidebok för Echternach i Luxemburg, 1880
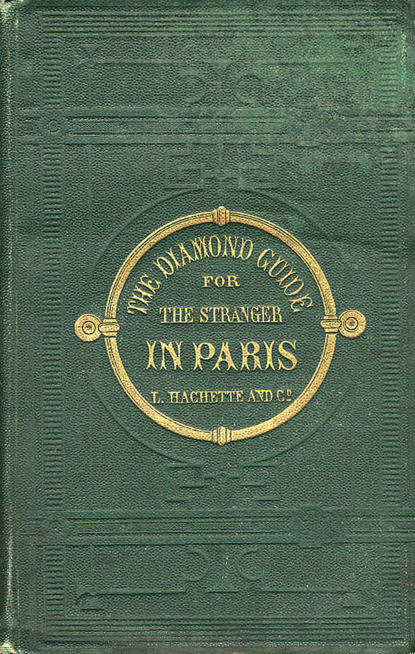
Diamond Guide för Paris, 1897
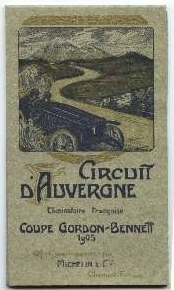
Michelins gröna guide för Auvergne, 1905
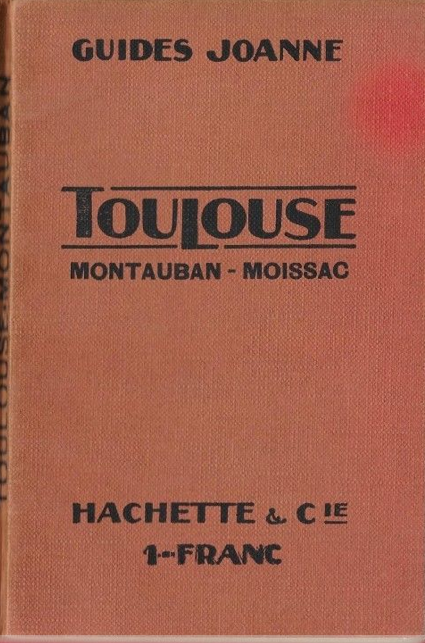
Guides Joanne för Toulouse, Hachette 1914 (serien omdöpt till Guides bleus 1919)
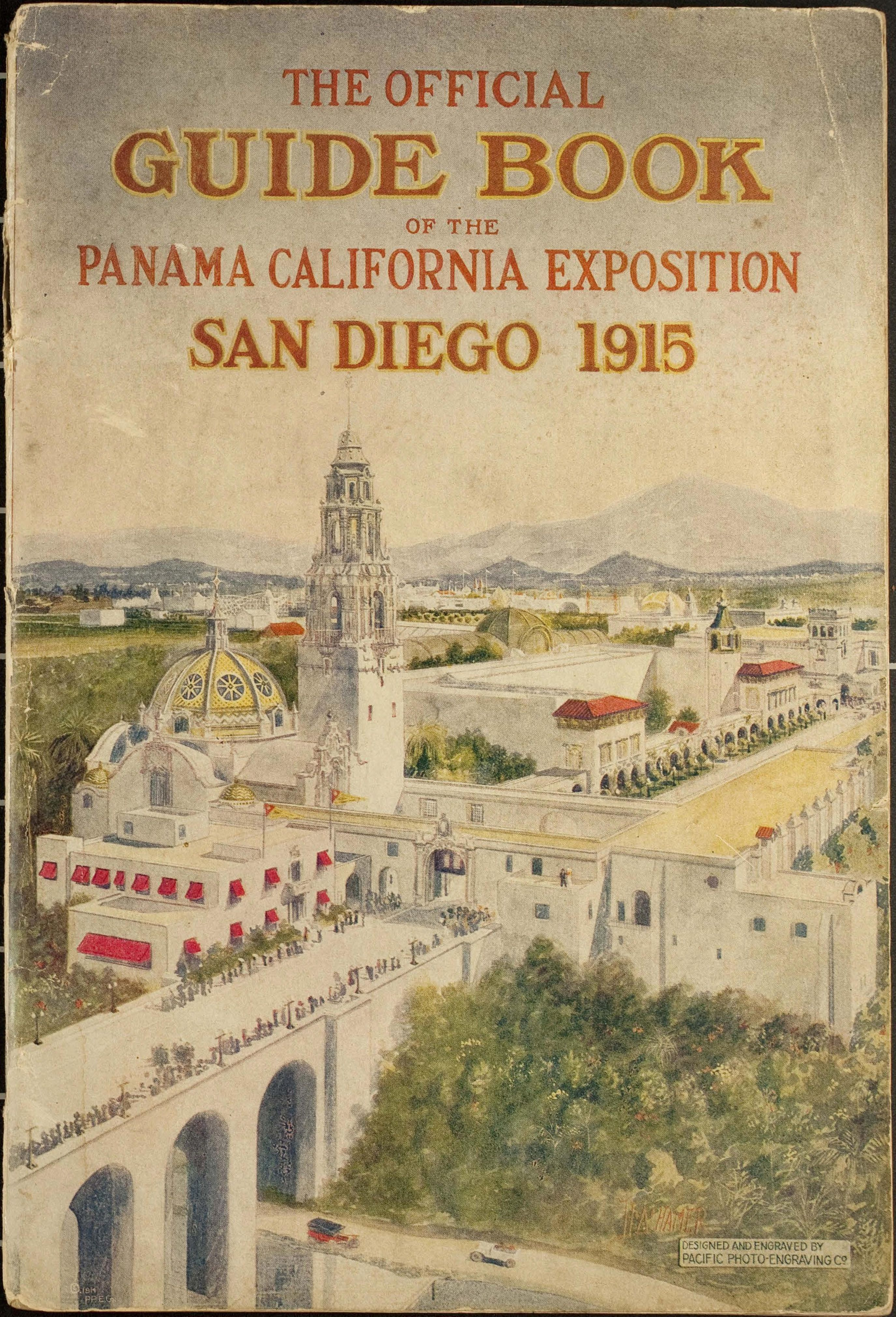
Reseguide för 1915 års Panama-Kalifornienutställning
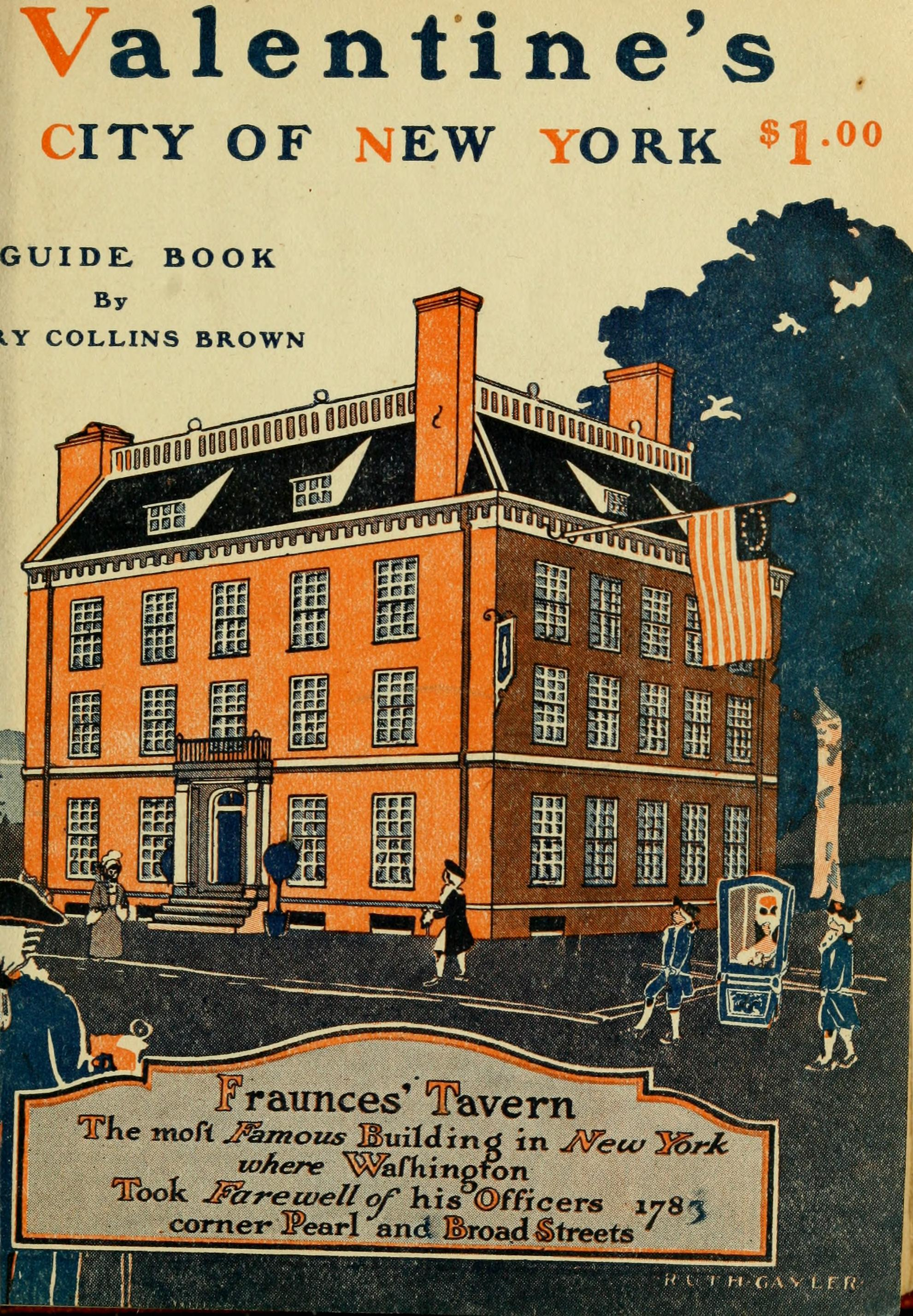
Valentine's guide för New York, 1920
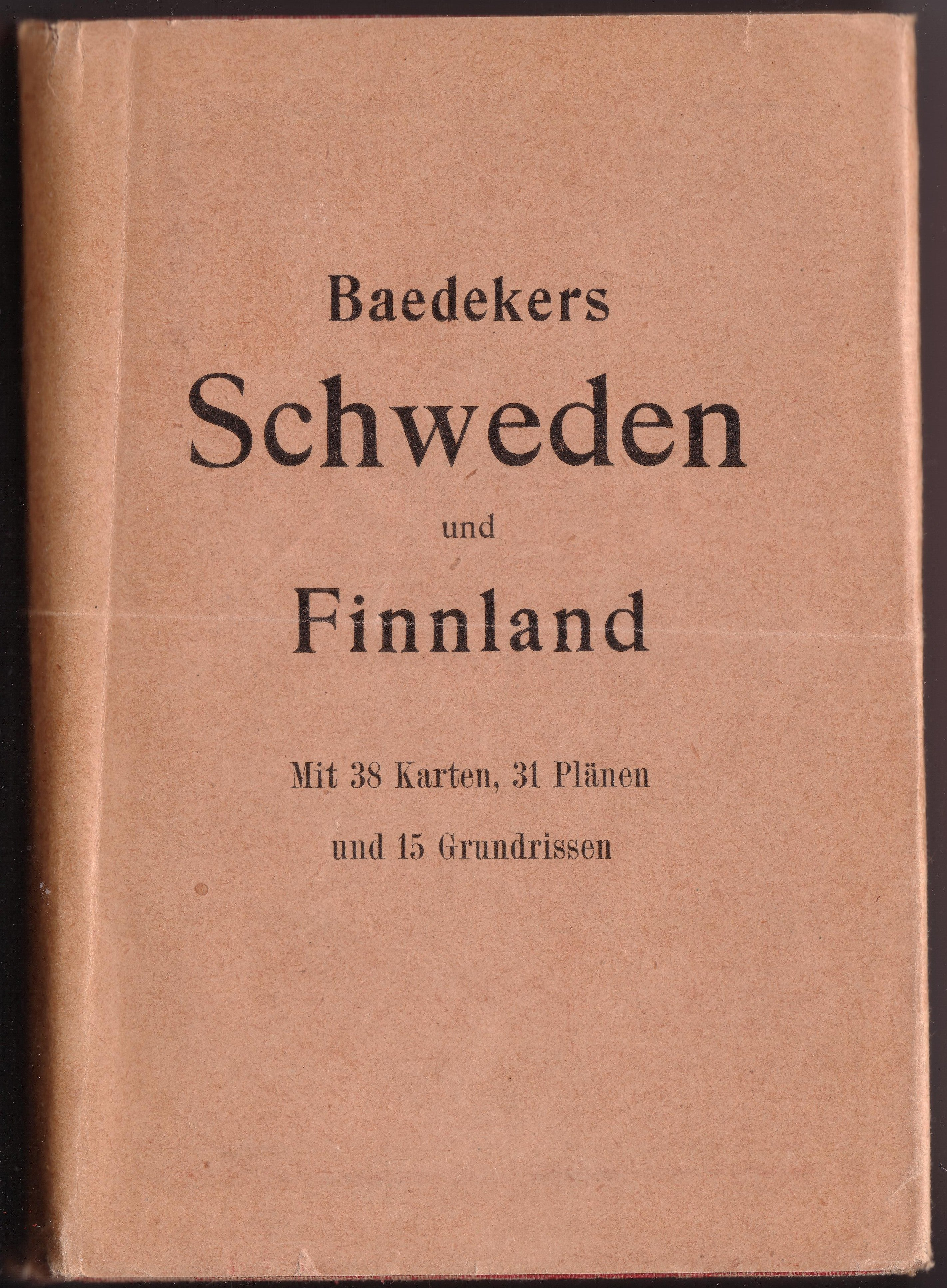
Baedeker Sverige och Finland, 1929
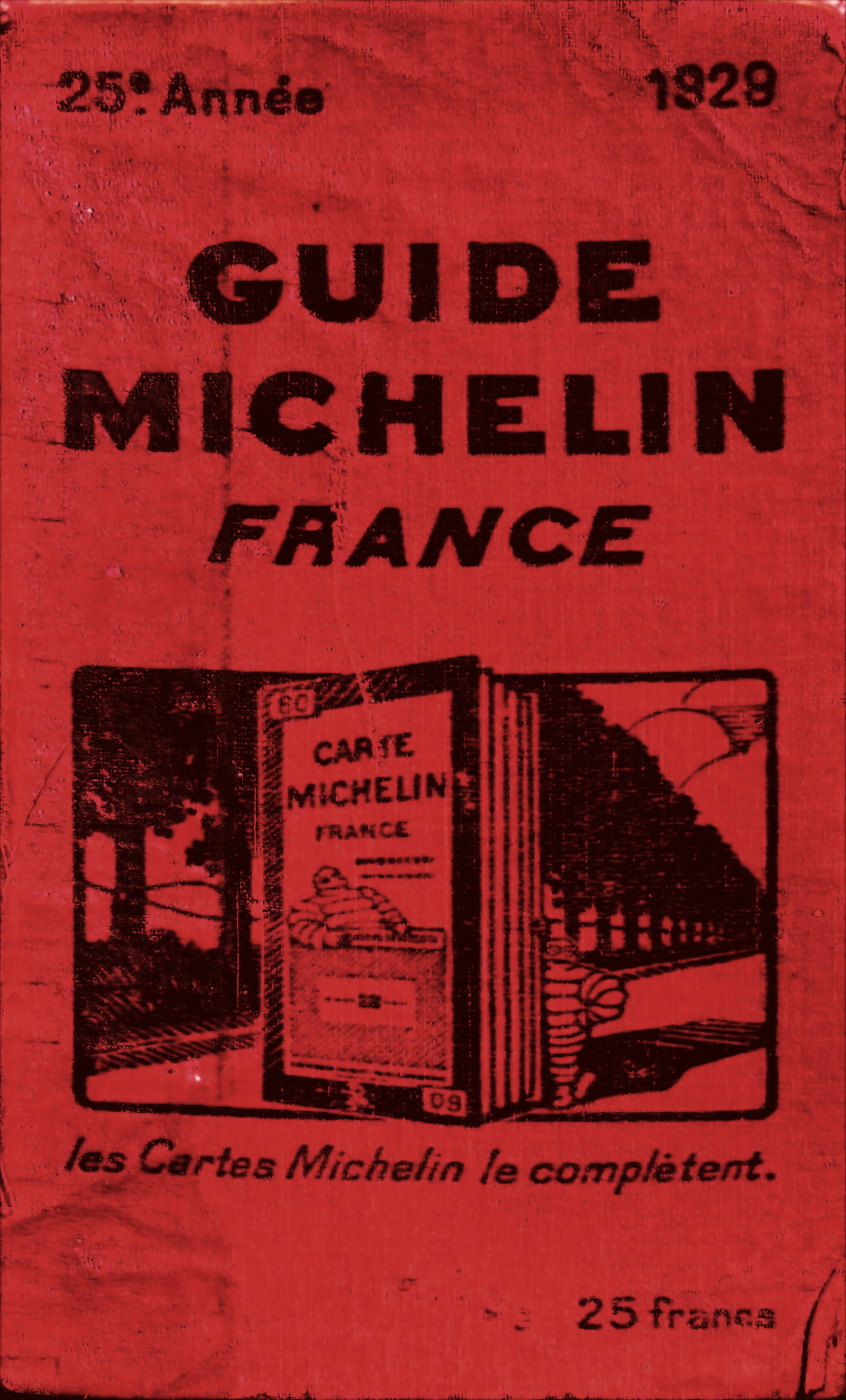
Den röda Guide Michelin, 1929
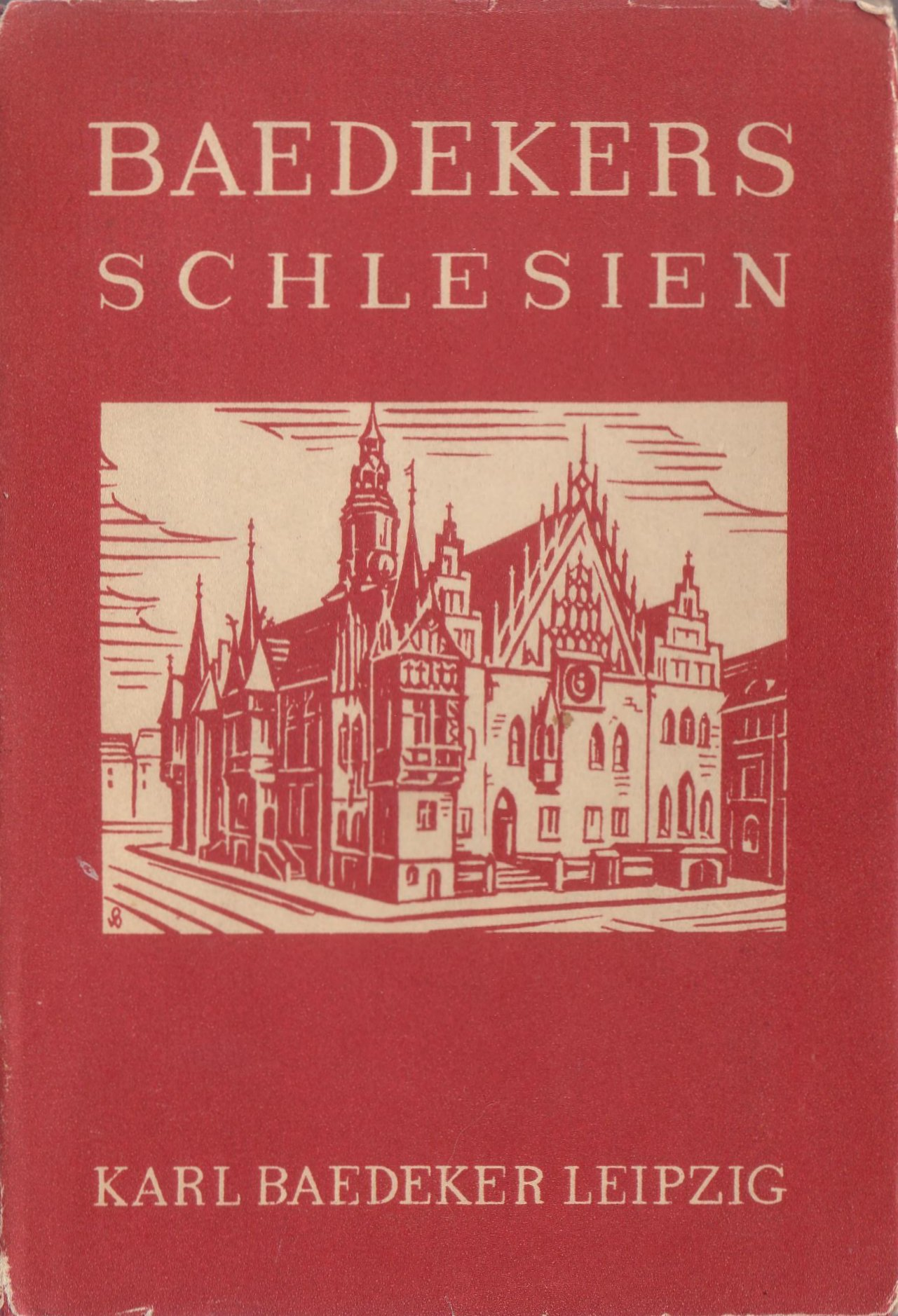
Baedeker Schlesien, 1938